# Черноплащ тамарин
Черноплащ тамарин (Saguinus nigricollis) е вид бозайник от семейство Остроноктести маймуни (Callitrichidae).

## Разпространение
Видът е разпространен в Бразилия (Амазонас), Еквадор, Колумбия и Перу.